# Change Is a Sound
Change Is a Sound es el álbum debut de la banda de punk rock Strike Anywhere. El disco fue lanzado por Jade Tree el 14 de agosto de 2001 y es también el primer disco del sello independiente con la banda, ya que su anterior trabajo, el EP Chorus of One, fue lanzado por No Idea Records.
La banda, mediante su líder Thomas Barnett, ahonda en el tema de la brutalidad policíaca en "Sunset on 32nd Street" y los derechos de la mujer en "Chalkline". También destaca la pista "Refusal", que aparece en la banda sonora del videojuego de skateboard Tony Hawk's Underground y que le ayudó a labrarse una gran reputación a nivel internacional.
Desde el lanzamiento de Change Is a Sound, la banda dio seiscientos conciertos promocionales de este álbum hasta que lanzaron Exit English, en 2003.

## Listado de canciones
1. "You're Fired" - 2:04
2. "Timebomb Generation" - 2:18
3. "Refusal" - 2:41
4. "Laughter in a Police State" - 2:07
5. "Sunset on 32nd Street" - 4:19
6. "Detonation" - 3:01
7. "Riot of Words" - 2:29
8. "S.S.T." - 2:32
9. "Chalkline" - 2:39
10. "Three on a Match" - 1:48
11. "My Design" - 3:07

## Créditos
- Thomas Barnett - cantante
- Matt Sherwood - guitarra y coros
- Garth Petrie - bajo
- Eric Kane - batería
- Matt Smith - guitarra y coros